# Sverri Sandberg Nielsen
Sverri Sandberg Nielsen (* 14. října 1993 Tórshavn) je veslař z Faerských ostrovů, specialista na skif. Je členem dánské reprezentace a klubu Danske Studenters Roklub v kodaňské čtvrti Østerbro.
Zpočátku se věnoval tradičnímu faerskému veslování na otevřeném moři, od roku 2012 odešel do Dánska a zaměřil se na olympijské veslování. Na mistrovství světa ve veslování 2018 skončil sedmý a na mistrovství světa ve veslování 2019 obsadil druhé místo. V červnu 2019 vyhrál závod Světového poháru v Poznani. V roce se stal mistrem Evropy ve skifařském závodu. Na olympijských hrách 2020 obsadil ve finále skifu čtvrté místo. Je stříbrným medailistou z mistrovství Evropy ve veslování 2021.
Stal se také juniorským mistrem světa a držitelem dánského národního rekordu na veslařském trenažeru. V roce 2019 byl vyhlášen nejlepším faerským sportovcem.